# Брейн, Деннис
Де́ннис Брейн (англ. Dennis Brain; 17 мая 1921, Лондон — 1 сентября 1957, Барнет) — британский валторнист, один из наиболее ярких исполнителей на этом инструменте в XX веке.

## Семья
Деннис Брейн родился в семье Обри Брейна, представителя династии британских валторнистов, насчитывавшей несколько поколений. Его дед Альфред Эдвин Брейн старший (4 февраля 1860 – 25 октября 1925) считался одним из лучших солистов-валторнистов своего времени. Его дядя Альфред Эдвин Брейн младший (24 октября 1885 — 29 марта 1966) сделал успешную карьеру валторниста в Соединённых Штатах, сначала в Нью-Йорке, затем в Лос-Анджелесе.
Отец Брейна Обри Харольд Брейн (12 июля 1893 — 21 сентября 1955) был солистом Симфонического оркестра BBC. Он также занимался преподаванием. Обри Брейн был первым валторнистом, записавшим 1-й концерт Моцарта в 1927 году. Мать Денниса Брейна Марион Брейн была певицей в Королевском оперном театре Ковент-Гарден и композитором. Написала каденции к 1-му и 3-му концертам Моцарта.
Его брат Леонард Брейн (1915—1975) играл на гобое. Вместе с ним Деннис Брейн создал квинтет духовых инструментов, с которым они успешно концертировали. Тина Брейн, племянница Денниса, одна из дочерей Леонарда, также стала профессиональной валторнисткой.
Деннис Брейн был женат и имел двоих детей: сына Антони Пола и дочь Салли.

## Биография

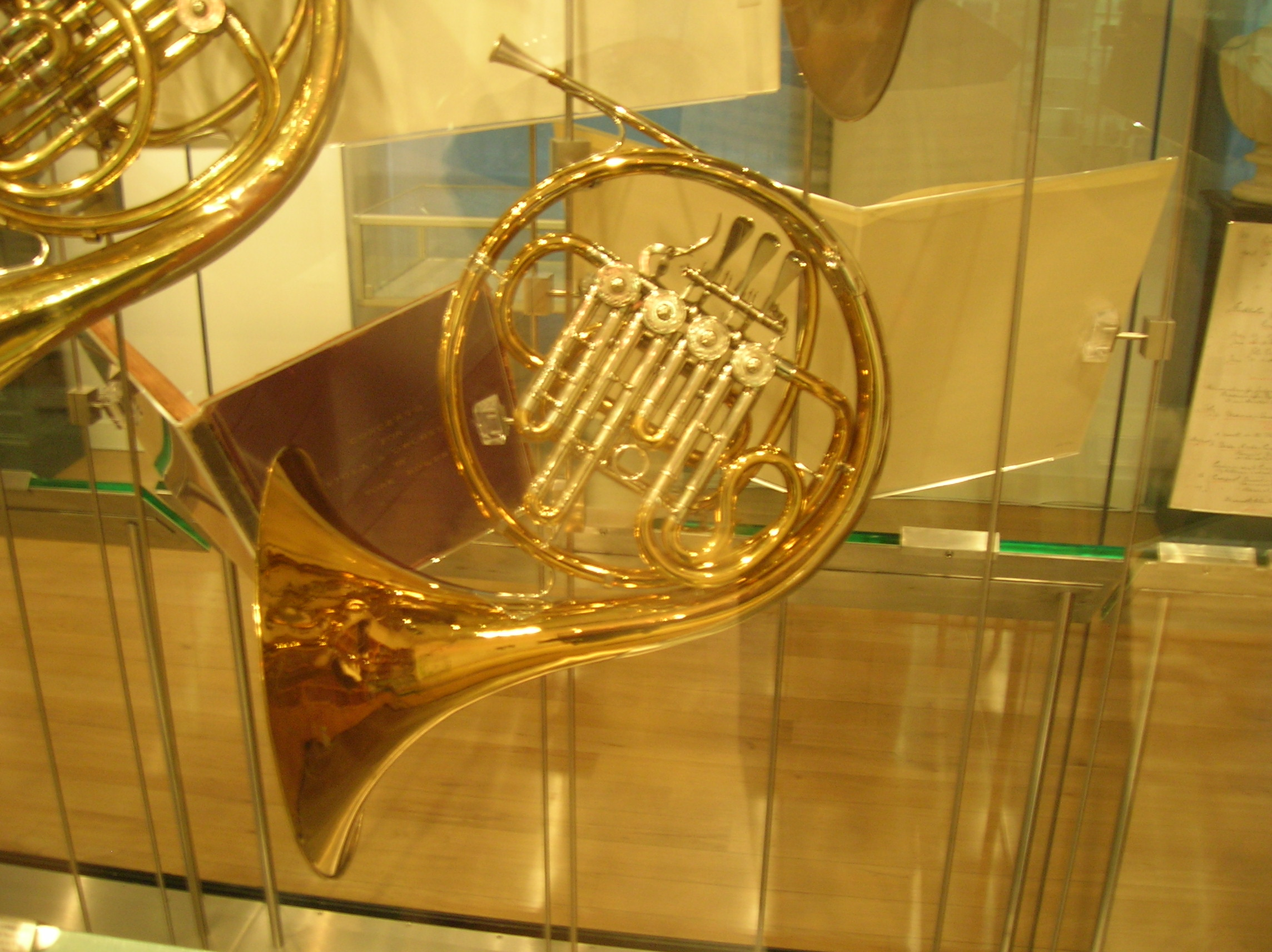
Валторна Alexander, принадлежавшая Деннису Брейну

Учился в Королевской академии музыки в Лондоне по классу валторны у своего отца и по классу органа у Каннингема. Впервые выступив на публике в 1938 году, Брейн начал играть камерную музыку, сотрудничая с различными струнными квартетами. Во время Второй мировой войны играл в оркестре британских Военно-воздушных сил и в Новом лондонском оркестре Алека Шермана (в том числе на концертах в Национальной галерее, 1943—1945), а после её окончания начал сольную карьеру, часто выступая как в Великобритании, так и других странах Европы. Брейн также был солистом Королевского филармонического оркестра.
Карьера музыканта оборвалась очень рано: 1 сентября 1957 он погиб в автокатастрофе, возвращаясь на своем спортивном автомобиле в Лондон после концерта на Эдинбургском фестивале, где он выступал в составе духового квинтета. Деннис Брейн был похоронен на кладбище Хэмстед в Лондоне.

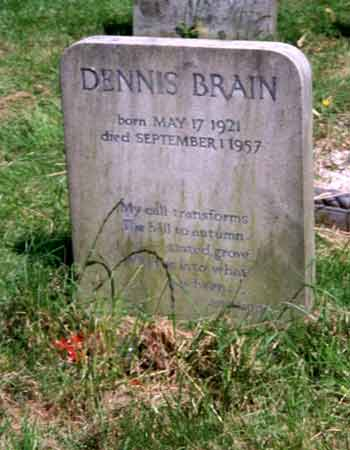
Могила Брейна в Лондоне

## Творчество
Брейн считается одним из наиболее выдающихся исполнителей на валторне в XX веке. Виталий Буяновский считал его величайшим валторнистом XX столетия. Брейн возродил интерес к валторне как к концертному инструменту и вдохновил композиторов на написание новых сочинений для неё. Исполнительская техника Брейна отличалась блестящей виртуозностью, певучестью звука и чистотой интонации. Музыкант записал ряд классических сочинений для валторны, в том числе все концерты Моцарта под управлением Герберта фон Караяна, а также произведения Рихарда Штрауса, Пауля Хиндемита, Бенджамина Бриттена и других авторов.
Введён в Зал славы журнала Gramophone .

## Посвящения Деннису Брейну
Ряд композиторов посвятили Деннису Брейнну свои произведения для валторны, написанные специально для него, в том числе Бенджамин Бриттен (Серенада для тенора и валторны, Гимн III), Пауль Хиндемит (Концерт для валторны с оркестром), Малкольм Арнольд (Концерт для валторны с оркестром №2), Йорк Боуэн (Концерт для валторны, струнных и литавр), Питер Фрикер (Соната для валторны), Гордон Джейкоб (Концерт для валторны и струнного оркестра), Матьяш Шейбер (Ноктюрн для валторны и струнных), Хамфри Сирл (Утренняя серенада для валторны и струнных), Эрнест Томлинсон (Рапсодия и рондо для валторны с оркестром, Романс и рондо для валторны с оркестром), Леннокс Беркли (Трио для валторны, скрипки и фортепиано).
Чтобы почтить память Денниса Брейна, Франсис Пуленк создал свою Элегию для валторны и фортепиано. Она была впервые исполнена 1 сентября 1958, ровно через год после гибели музыканта. Партию валторны исполнил Нил Сандерс, на фортепиано играл автор.
К 50-й годовщине со дня смерти Брейна, английский композитор Питер Максвелл Дэвис по заказу 50 британских валторнистов написал Фанфары памяти Денниса Брейна. Премьера этого сочинения состоялась 15 марта 2007 в исполнении валторниста Майкла Томпсона.